# 池間島灯台
池間島灯台（いけましまとうだい）は、沖縄県宮古島市の池間島の北端に建つ大型灯台である。

## 概要
沖縄県で5番目、先島諸島で初めて建てられた灯台であり、沖縄県で最も明るい灯台である。気象測器が設置されており、気象情報（風向・風速・気圧）の提供を行っている。

## 歴史
- 1940年（昭和15年）12月22日 - 初点灯（第3等レンズ、灯高20m）[4]。
- 1945年（昭和20年） - 戦争により破壊。
- 1950年（昭和25年） - 琉球政府により応急復興。
- 1963年（昭和38年） - 本格的な復旧工事。
- 1972年（昭和47年）5月15日 - 沖縄県の本土復帰に伴い管理業務が海上保安庁に移管。
- 1986年（昭和61年）2月 - 灯塔建替え[4]。

## 交通
- 宮古空港より約23km、車で約45分

## 周辺情報
- 池間大橋
- 先島諸島火番盛（池間遠見） - 国の史跡